# كأس القارات لكرة السلة 1978
كأس القارات لكرة السلة 1978 (بالإسبانية: Copa Intercontinental FIBA 1978)‏ هو الموسم 11 من  كأس القارات لكرة السلة. أشرف على تنظيمه الاتحاد الدولي لكرة السلة، وكان عدد الأندية المشاركة فيه  5، وفاز فيه ريال مدريد لكرة السلة.